# Bon Marché (Brixton)

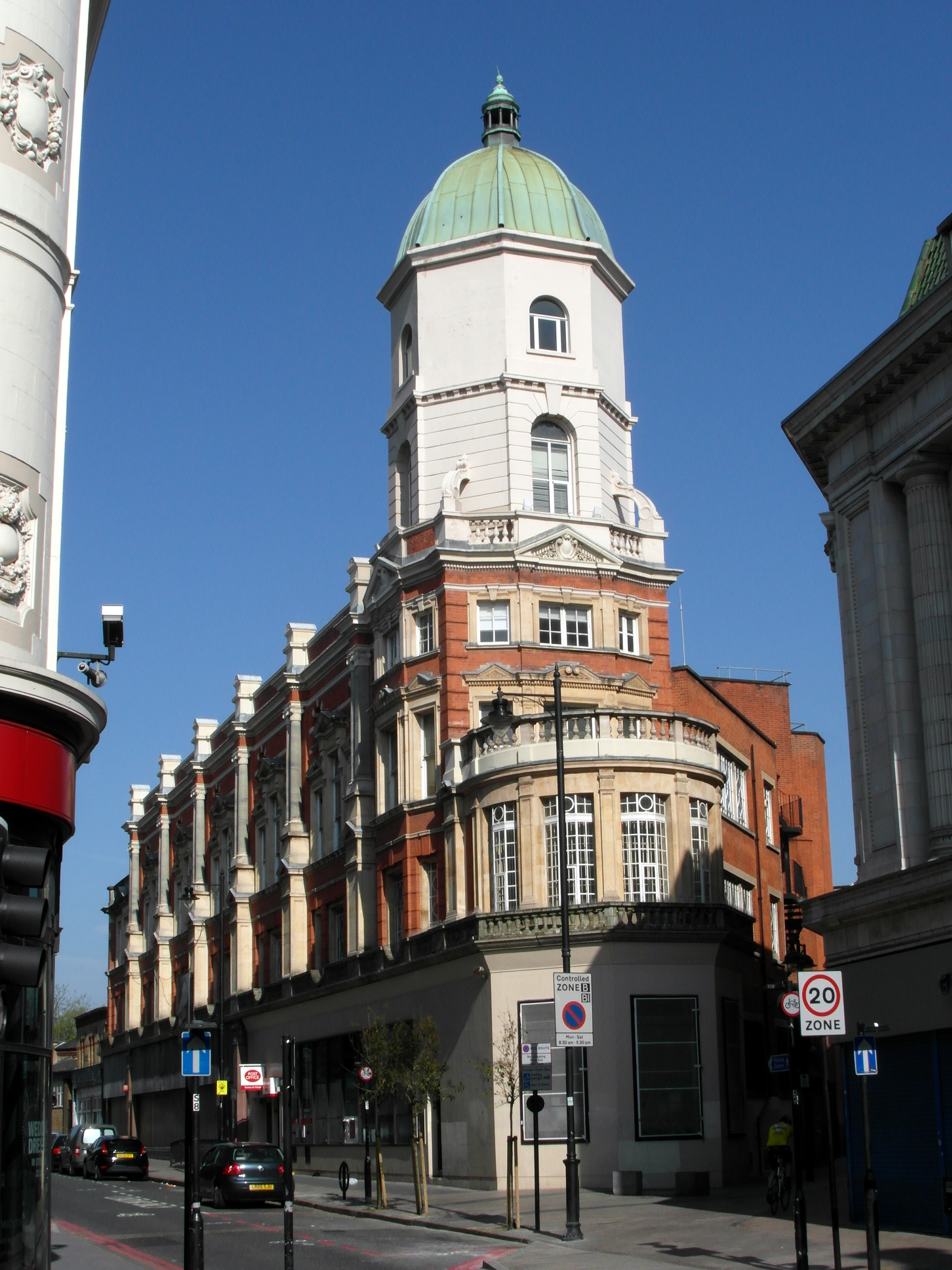
Het Topland House

Bon Marché was een Brits warenhuis. Het warenhuis was gevestigd in Brixton in de regio Groot-Londen. Het was het eerste gebouw in de stad dat als warenhuis gebouwd was.

## Geschiedenis
De winkel werd in 1877 opgericht door James Smith uit Tooting, die een fortuin had gewonnen bij paardenraces in Newmarket. De winkel was opgezet naar het voorbeeld van het Parijse warenhuis Bon Marché, waarnaar het tevens vernoemd is. De winkel was geen succes en Smith ging in 1892 failliet.
De nieuwe eigenaren waren succesvoller en in 1911 werd er uitgebreid naar de naastgelegen panden. In 1919 werd het nabijgelegen warenhuis Quin en Axtens en een jaar later werd het warenhuis Pratts of Streatham overgenomen. Uiteindelijk werd de groep van drie warenhuizen in 1926 gekocht door Selfridges en ondergebracht in de Selfridge Provincial Stores Group. Toen het voortbestaan van het Selfridges-imperium in gevaar kwam als gevolg van het begin van de Tweede Wereldoorlog werden de warenhuis overgenomen door John Lewis Partnership.
De winkel had twee gebouwen: het hoofdgebouw op de hoek van Brixton Road en Ferndale Road, en het Topland House er tegenover. Het Topland House werd oorspronkelijk gebouwd als personeelshuisvesting.  
In 1966 werden nog wat kleine verbouwingen doorgevoerd in het warenhuis, maar de hoofdwinkel, die in de jaren 1970 dreigde gesloten te worden, sinds de oorspronkelijke bouw in 1877 niet substantieel gewijzigd. Op 31 januari 1974 werd aangekondigd dat het warenhuis Bon Marché zou sluiten. In het weekend van 7 juni 1975 werden de bedrijfsactiviteiten beëindigd.